# فضیلت (فیلم ۲۰۱۷)
فضیلت (به تامیلی: Aramm) و (به انگلیسی: Virtue) فیلمی هندی محصول سال ۲۰۱۷ و به کارگردانی گوپی ناینار است. در این فیلم بازیگرانی همچون نایانتارا و راماچاندران دورایراج ایفای نقش کرده‌اند.